# William Laparra
Pour les personnes ayant le même patronyme, voir Laparra.
William Julien Émile Édouard Laparra, né à Bordeaux le 25 novembre 1873, mort à  Hecho (Aragon, Espagne) le 5 septembre 1920, est un peintre français.
Paysagiste et portraitiste, il est lauréat du prix de Rome en 1898.

## Biographie
Fils du négociant Joseph Édouard Laparra, né à Omps (Cantal), et de Marguerite Mollo, William Laparra naît à Bordeaux le 25 novembre 1873. Il entre à l'école de dessin de Bordeaux dans la classe d'Albéric Dupuy, puis suit les cours de l'Académie Julian en 1892 à Paris. il y est élève de William Bouguereau, Tony Robert-Fleury et Jules Lefebvre. Il est lauréat du premier grand prix de Rome en 1898 pour sa toile La Piscine de Bethsaïda.
Influencé par l'espagnolisme, William Laparra voyage en Espagne en 1908-1909, notamment à Burgos, Madrid, Tolède. Il se fixe ensuite à Boulogne-Billancourt.
Il épouse en 1902, dans le 16e arrondissement de Paris Franciszka Landowski, sœur du sculpteur Paul Landowski. Il fréquente également Ignacio Zuloaga et expose à plusieurs reprises, notamment au Salon des artistes français de 1914 avec Le Bénédicité (Paris, musée d'Orsay). Il est nommé professeur à l'Académie Julian.
Il épouse en secondes noces Fanny Bertrand, fille du géologue Marcel Alexandre Bertrand et sœur du peintre Claire Bertrand.
Artiste sensible aux bouleversements de son temps, il offre une de ses œuvres majeures, les Étapes de Jacques Bonhomme, à la Verrerie ouvrière d'Albi, première coopérative ouvrière de France.
Ses sujets de prédilection sont les paysages rudes et sauvages, les pauvres, les scènes de la vie quotidienne. Il les traite sombrement, avec rigueur et âpreté, selon Gérald Schurr et Pierre Cabanne. Il réalise aussi des portraits, de façon plus avenante,.
Il meurt 5 septembre 1920 à Hecho en Aragon.
Son œuvre a fait l'objet de plusieurs expositions rétrospectives, dont celle du musée des Beaux-Arts de Bordeaux en 1997, consécutive à la donation à la Ville par les héritiers de l'artiste d'une vingtaine d'œuvres en 1990.
Plus d'une centaine de ses œuvres ont été acquises par des musées nationaux.
Le compositeur Raoul Laparra (1876-1943) est son frère.

## Œuvres dans les collections publiques
- Albi, archives départementales du Tarn : Les Étapes de Jacques Bonhomme, triptyque.
- Aurillac, musée d'art et d'archéologie : plusieurs toiles.
- Bordeaux, musée des Beaux-Arts : fonds de dessins et de peintures.
- Paris :
  - École nationale supérieure des beaux-arts : La Piscine de Bethsaïda, 1898, huile sur toile[7] ;
  - Musée du Louvre : fonds de dessins ;
  - Musée d'Orsay : Le Bénédicité, 1914, huile sur toile.
- Pau, musée des Beaux-Arts : une peinture.
- Poitiers, musée Sainte-Croix : Les Fiancés, 1900.
- Roubaix, La Piscine : Tête de jeune fille, 1912, huile sur toile[8].
- Rouen, musée des Beaux-Arts : une peinture.

Œuvres de William Laparra
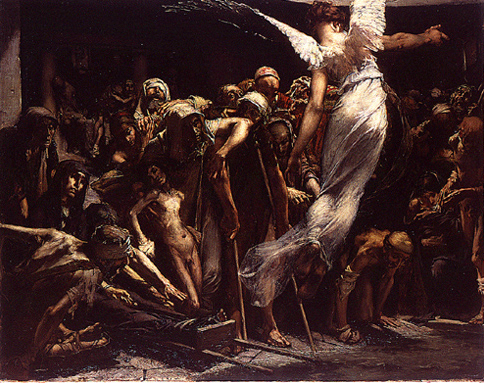
La Piscine de Bethsaïda (1898), Paris, École nationale supérieure des beaux-arts.
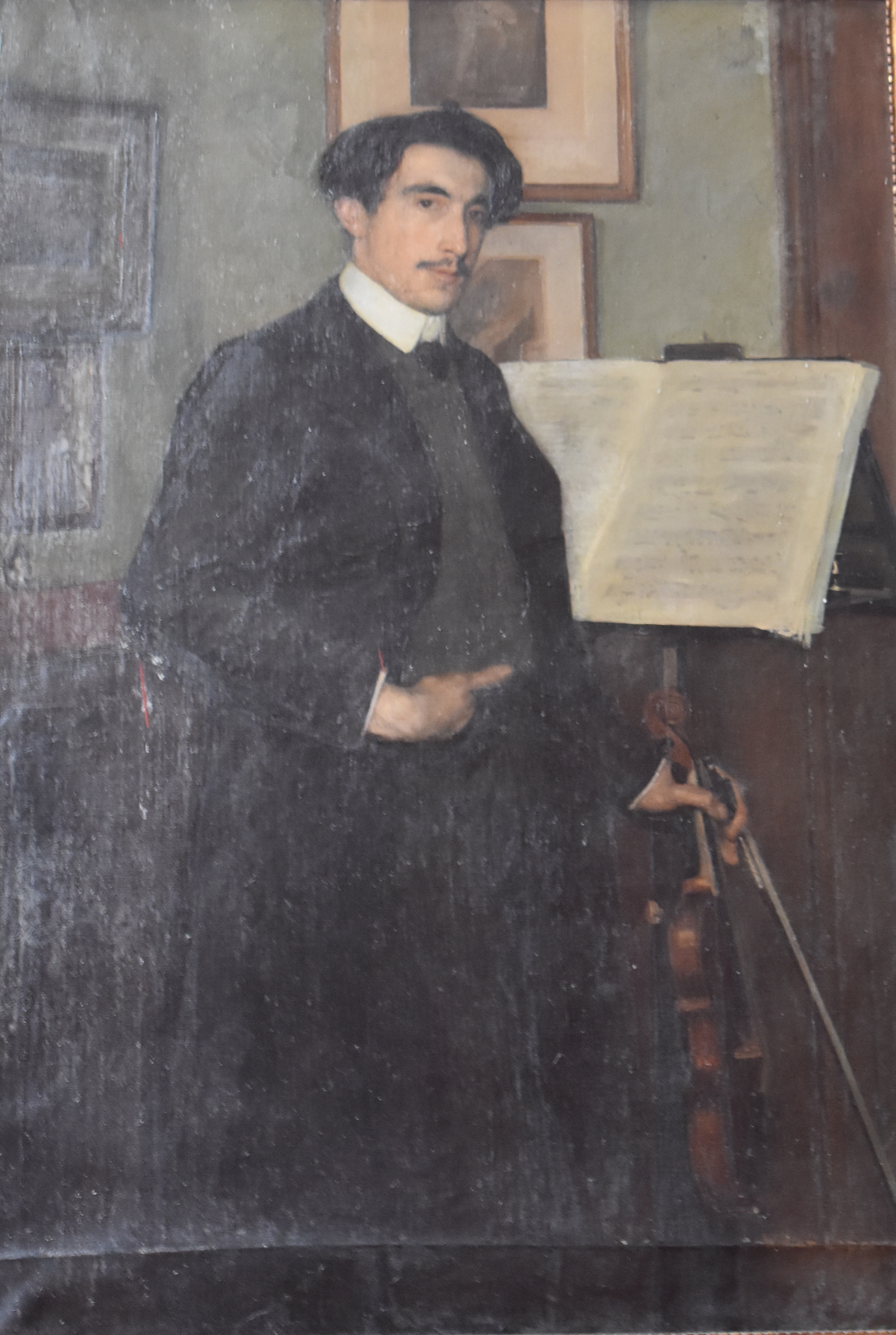
Portrait du frère de l'artiste (1905), Limoux, musée Petiet.
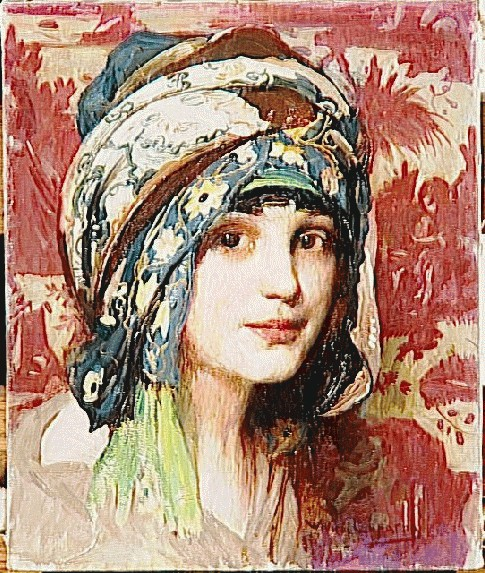
Tête de jeune fille (1912), Roubaix, La Piscine.